# 刘君鹏
刘君鹏（1983年5月20日—），原名刘峻鹏，中国足球运动员，现時效力于中甲球队石家庄永昌。